# Carl Laemmle Jr.
Pour les articles homonymes, voir Laemmle.

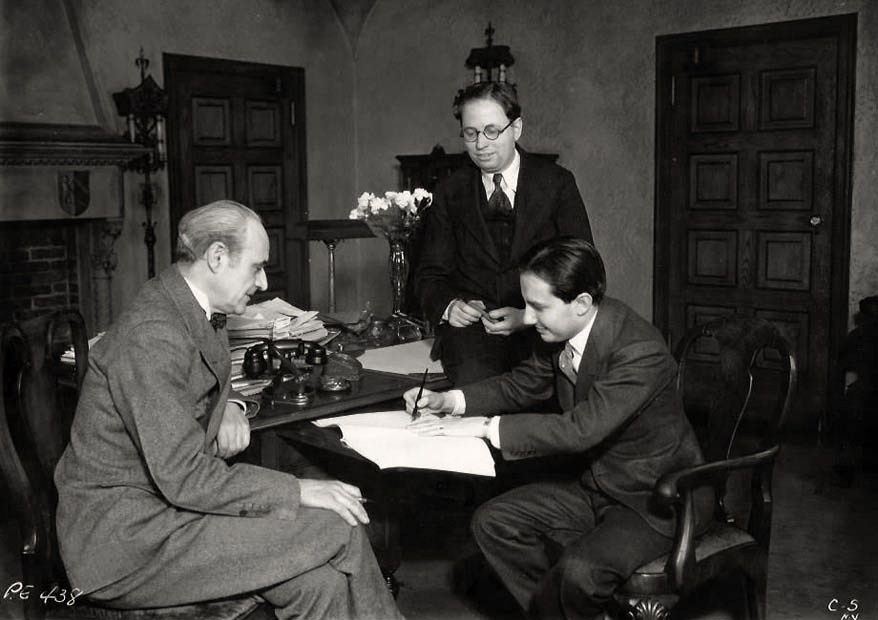
De g. à d. : Joseph P. Bickerton Jr. (producteur à Broadway), Elmer Rice (dramaturge) et Carl Laemmle Jr., à la signature du contrat d'adaptation de la pièce Counsellor-at-Law de Rice (1933 ; titre français du film : Le Grand Avocat).

Carl Laemmle Jr. est un producteur de cinéma américain, né Julius Laemmle le 28 avril 1908 à Chicago (Illinois), mort le 24 septembre 1979 à Los Angeles (Californie).

## Biographie
Fils de Carl Laemmle (1867-1939), fondateur d'Universal Pictures, il est nommé à la tête de ces studios, en remplacement de son père, en 1928, à l'âge de vingt ans. En 1936, son père (réduit à un rôle subalterne) et lui sont définitivement évincés d'Universal. Dès 1926 et jusqu'à cette éviction, il produit environ 140 films américains, dont plusieurs bien connus dans les genres fantastique et d'horreur, réalisés par James Whale ou Tod Browning, entre autres.

## Filmographie partielle
- 1927 : Dans la peau du lion (Running Wild) de Gregory La Cava
- 1929 : Broadway de Paul Fejos
- 1930 : The Cat Creeps de Rupert Julian et John Willard
- 1930 : À l'Ouest, rien de nouveau (All Quiet on the Western Front) de Lewis Milestone
- 1930 : Les Révoltés (Outside the Law) de Tod Browning
- 1931 : Strictly Dishonorable de John M. Stahl
- 1931 : Waterloo Bridge de James Whale
- 1931 : Seed de John M. Stahl
- 1931 : L'Homme de fer (Iron Man) de Tod Browning
- 1931 : Frankenstein de James Whale
- 1931 : The Bad Sister d'Hobart Henley
- 1931 : Dracula de Tod Browning
- 1932 : Histoire d'un amour (Back Street) de John M. Stahl
- 1932 : Mon copain le roi de Kurt Neumann
- 1932 : Okay, America!, de Tay Garnett
- 1932 : Night World d'Hobart Henley
- 1932 : Impatient Maiden de James Whale
- 1932 : La Momie (The Mummy) de Karl Freund
- 1932 : Double Assassinat dans la rue Morgue (Murders in the Rue Morgue) de Robert Florey
- 1932 : Law and Order d'Edward L. Cahn
- 1932 : Une soirée étrange (The Old Dark House) de James Whale
- 1932 : Tête brûlée (Airmail) de John Ford
- 1933 : The Cohens and Kellys in Trouble (en) de George Stevens
- 1933 : Destination inconnue (Destination Unknown), de Tay Garnett
- 1933 : L'Homme invisible (The Invisible Man) de James Whale
- 1933 : Le Baiser devant le miroir  (The Kiss Before the Mirror) de James Whale
- 1933 : They just had to get married d'Edward Ludwig
- 1933 : La Grande Cage (The Big Cage) de Kurt Neumann
- 1933 : Une nuit seulement (Only Yesterday) de James Whale
- 1933 : Le Grand Avocat (Counsellor at Law) de William Wyler
- 1933 : Les femmes ont besoin d'amour (Ladies Must Love) d'Ewald André Dupont
- 1934 : Le Chat noir (The Black Cat) d'Edgar G. Ulmer
- 1934 : Affairs of a Gentleman de Edwin L. Marin
- 1934 : Images de la vie (Imitation of Life) de John M. Stahl (producteur exécutif)
- 1934 : Un voyage mouvementé (Cross Country Cruise) réalisé par Edward Buzzell
- 1934 : Et demain ? (Little Man, What Now ?) de Frank Borzage
- 1934 : Gift of Gab de Karl Freund
- 1935 : La Fiancée de Frankenstein (The Bride of Frankenstein) de James Whale
- 1935 : La Bonne Fée (The Good Fairy) de William Wyler
- 1935 : Cocktails et Homicides (Remember Last Night ?) de James Whale
- 1936 : Show Boat de James Whale